# 不文法
不文法（ふぶんほう）とは、文章で成り立っていないが、「法」として人を拘束するものをいう。「不文法」の対義語は「成文法」（文章になっている。憲法・法律・条例など）。不文法の種類としては、慣習・条理・判例がある（詳細は、それぞれの項目を参照のこと）。

## 意義
成文法は立法府（国会や地方議会など）が制定するが、技術上すべての事項をカバーすることはできない（たとえば、日本で民法や刑法が制定された明治時代に、インターネット社会を想定した法律関係や犯罪類型を制定することは不可能である）。不文法は、成文法において適用すべき法規がない項目を補うところに存在意義がある。

## 効力
不文法は、文章で成り立っていないため認識されにくい。したがって、成文法より効力は劣る（ただし、法律による例外規定がある）。
法律で定められている例外：民法上の任意規定に関して民法第92条・商慣習に関して商法第1条